# Csongrád (ville)
Csongrád est une ville et une commune du comitat de Csongrád en Hongrie.

## Géographie
Csongrád est une ville située dans le département qui porte le même nom Csongrád megye dans le sud-ouest hongrois.
La population était chiffrée à un peu moins de 18 000 habitants en 2009.
La rivière Tisza longe la ville qui offre quelques plages très fréquentées lors des périodes estivales.

## Jumelages
La ville de Csongrád est jumelée avec :
- Berehove (Ukraine)
- Bełchatów (Pologne)
- Bečej (Serbie)
- Raisio (Finlande)
- Communauté de communes l'Aurence et Glane Développement (France)